# Sikim
Sikim (nepalska izgovorjava: [ˈsikːim]; nepalsko सिक्किम, sikimski jezik: སུ་ཁྱིམ་) je zvezna indijska država v severni Indiji. Meji s Tibetom na severu in severovzhodu, na vzhodu z Butanom, in Nepalom na zahodu, na jugu pa z indijsko zvezno državo Zahodna Bengalija.  Sikim je najmanj poseljena indijska zvezna država. 
V času britanske kolonialne vladavine v Indiji, je kneževina Sikim imela podoben status kot ostale indijske kneževine. Ob osamosvojitvi Indije pa se kralj Sikima Čogjal ni želel polno vključiti v samostojno Indijo. Indijska vlada je z njim najprej sklenila začasni dogovor in leta 1950 Sporazum, ki je pomenil protektorat, vendar izven Indije. Indija je prevzela odgovornost za obrambo, zunanje zadeve in komunikacije in odgovornost za red in mir, vendar pa je Sikim imel  polno notranjo avtonomijo. V poznih 60-tih in zgodnjih 70-tih letih je monarh čogjal Palden Tǝndǝp Namgjal, podprt z višjimi sloji pripadnikov Butijcev in Lepčev poskušal izpogajati več pristojnosti pri zunanjih zadevah, da bi Sikim dobil večjo prepoznavnost v mednarodni skupnosti. Takšni politiki pa so nasprotovali Kazi Lendap Dordži in Sikimska kongresna stranka, ki so predstavljali predvsem etnične Nepalci, pripajoči srednjemu razredu, ki so hoteli bolj pro-Indijsko usmeritev.
Proti-čogjalske demostracije in protesti so izbruhnili aprila leta 1973, protestniki so terjali splošne volitve. Sikimska policija ni bila kos demonstracijam, tako da je Dordži prosil Indijo, da prevzame odgovornost za red in mir in intervenira. Indija je potem asistirala pri pogajanjih med čogjalom in Dordžijem. Prišlo je do dogovora, da se monarhova vloga reducira na ustavna monarhija in da se izvedejo volitve in uvede formula delitve moči na etničnih osnovah. Nasprotniki kralja Čogjala so zmagali s prepričljivo večino in sestavljen je bil osnutek nove ustave, ki bi zagotovil, da se Sikim združi z Indijo. 10. aprila 1975 je Parlament Sikima sprejel resolucijo, ki je pozivala da se država polno integrira v Idijo. To resolucijo je podprlo 97% volilcev na referendumu, ki je bil 14. aprila 1975, nakar je Indijski parlament sprejel amandma k ustavi, ki sprejema Sikim kot 22 indijsko državo.

## Zgodovina
Najverjetneje so bili prvi prebivalci Sikima pripadniki ljudstva Lepča. Tudi ljudstva  Limbu in Magarji so živeli v nedostopnih predelih na zahodu in jugu dežele, medtem ko so Lepče verjetno poseljevali vzhodne in severne predele Sikima. Budistični svetnik Padmasambhava, znan tudi pod imenom Guru Rinpoče, je v 8. stoletju potoval skozi deželo. Guru naj bi deželo blagoslovil in vanjo prinesel Budizem, ter napovedal monarhijo, ki naj bi prišla v deželo stoletja kasneje.

## Prebivalstvo po verski in narodnostni pripadnosti v državi Sikim
Verska pripadnost v državi Sikim (2011)
Na območje sedanjega Sikima je v 8. stoletju prišel Budizem. V deželo ga je prinesel Padmasambhava ali guru Rimpoče, ki je blagoslovil deželo in osebno posvetil veliko Sikimskih svetih znamenj, ter s svojimi 25 privrženci ali spremljevalci ustanovil Drakar Tashiding kot sikimski budistični duhovni center. Tu naj bi napisal svete tekste, imenovane „Ters“, ki so jih tertoni (odkritelji skritih božjih zakladov). Tako je terton Rigzin Godemčen (1337 – 1408) prišel v Sikim in ustanovil več samostanov in meditacijskih centrov kot npr. Sinon pri Tašidingu. Po sklenitvi krvne bratovščine med vodjo tibetanskega plemena Bhutia in plemena Lepča je prišlo do migracije obeh ljudstev na območje Sikima. Bhutijci so bili pripadniki verskega prepričanja Bon, ki pa so sčasoma sprejeli Mahajana Budizem, še posebej sekte rdečih klobukov (Ningmapa). Vendarle pa se je budizem ustalil šele po 13. stoletju. Religiozne lame so živele v svojih skupnostih, samostanih, medtem ko je prebivalstvo ljudstev Lepča in Magarjev ostalo animistično (šamanizem), Jamaizem je prevladoval med ljudstvom Limbu. Do preloma je prišlo v 17. stoletju, ko je leta 1642 Čogjal Fantsog Namgjal I. ustanovil kraljevino. Kralj (Čogjal) združen versko-posvetni monarh je začel intenzivno graditi budistične samostane in stupe; budizem pa je bil proglašen za državno religijo. Sikim je postal center t.i. Dzogčen sekte in meditacijske prakse. Novo religijo niso hoteli sprejeti Magarji, ki so se odselili v Nepal, pritisk na Lepče in Limbuje pa se je vršil iz Sangačoling samostana, ki je bil zgrajen za ta namen leta 1697. Do leta 2006 je bilo zgrajenih kar 81 samostanov vključno za Kagjukpa sekto (sekta rdečih klobukov). Ljudstvo Limbuji, ki so se spreobračali v budizem, je ta trend zaustavilo okoli leta 1734, ko so s pomočjo svojih sonarodnjakov v Nepalu začeli razvijati svojo religijo Jamaizem in oblikovati svoje religiozne spise in limbu pisavo. Butijci so prepovedali uporabo Limbu pisave in jamaizem. To pa je imelo nasprotni učinek in Limbuji so učvrstili jamaizem. Nasprotno pa je budizmu podleglo mnogo pripadnikov Lepč na vzhodu in jugovzhodu Sikima.
Po letu 1774 je prišlo do invazije nepalskih Gurk, ki so vzpostavili svojo oblast na teritoriju Sikima zahodno od gorskega hrbta Singalilia in na ravninah ob reki Tista, kot tudi Zahodni Sikim za 25 let. Ta nadoblast Gurk je prinesla prisilno uvajanje Hinduizma, prepoved uporabi jezika avtohtonih plemen in njihove pisave, kakor tudi priseljevanje mnogih etničnih skupin iz Nepala. Gurke so s hinduizmom prinesli tudi hindujsko kastno klasifikacijo (bramani, kšatrija, vaišja in šudra), ki pa jo gorska plemena niso nikoli priznala. Vsa gorska plemena ali narodnosti so uvrstili v najnižjo kasto sudra. V okvir prisilne hinduizacije je sodilo tudi obvezno praznovanje »Durga pudže«.
Pojav in širitev krščanstva v Sikimu lahko umestimo v obdobje po letu 1817. Po vojni med Britanci in Gurkami so Gurke vrnile del okupiranega ozemlja Sikima Britancem s Sporazumom iz Sugauli leta 1815. Britanci so vrnjeno ozemlje v večjem delu zadržali in le severni del vrnili Sikimu. Sikimu je bilo vrnjeno del ozemlja tudi s Sporazumom iz Titalie sklenjenega leta 1817. Vendar je Sikim tudi prišel pod protektorat Britancev po »Britansko- Sikimskem sporazumu iz Tumlong« iz leta 1861. Britanci so si priključili prej Sikimski Dardžiling že leta 1835. Britanci so med leti 1887-88 ustanovili tudi »Politični urad« v Sikimu preko katerega so pričeli vplivati na odločitve sikimske administracije. Tako je leta 1880 Cerkev škotskega misijona iz Kalimponga večkrat obiskala Sikim in dobila dovoljenje za bivanje misijonarjev. Tako je Reverand MacFarlane uporabila Lepče, ki so v okrožju Kalimpong že bili spreobrnjeni, da so širili krščanstvo v Sikimu. Sikimski kralj (Čogjal) je zavračal, da bi misijonarjem dovolil stalno naselitev vse do leta 1888-89. Prvi misijonski center je bil zgrajen v kraju Čidam na jugu Sikima. Vendar spreobračanje ni bilo zelo uspešno, saj je število Kristjanov leta 1922 doseglo le 343. Aprila 1923 je misijonsko delo prevzela plemenita Mary Scott, ki je bila v Kalimpongu že od leta 1905. Dobila je dovoljenje za bivanje v Gangtoku. Ustanovila je Dekliško višjo šolo Palzor Namgjala. Postala je prijateljica kneginje (maharani) Sikimske, ki jo je spremljala na poti v Indijo. Leta 1936 je dobila dovoljenje za odprtje krščanske cerkve. Krščanstvo se je najbolj prijelo med Lepčami, od katerih jih je več kot 80% sprejelo novo vero. 70 % pripadnikov narodnosti Khambu Rai se je spreobrnilo v krščanstvo. Po vključitvi v Indijo leta 1975 so začeli v Sikim prihajati in se naseljevati pripadniki zelo različnih verskih skupnosti. V zadnjih letih se je povečal delež pripadnikov krščanstva in hinduizma ne samo zaradi pretežno hindujskih priseljencev, ampak tudi na račun pripadnikov džamaizma (šamanizma).
Jeziki v Sikimu (2001)

## Galerija fotografij iz zvezne države Sikim
- Kangčendzenga
- Kangčendzenga - 8586 m
- Plantaža čaja “Temi Tea Garden” v kraju Namči v Sikimu
- Terasasta polja v Sikimu
- Jezero Gurudongmar
- Kip Guruja Rimpočeja v Samdruptse
- Do-drul čorten v Gangtoku
- Budistični samostan Rumtek
- Budistični samostan Rumtek – glavno dvorišče
- Reka Tista – glavna reka Sikima